# Avezzano
De Italiaanse stad Avezzano ligt in de regio Abruzzen in de provincie L'Aquila. De plaats ligt op de vlakte Piana del Fucino, die tot halverwege de 19e eeuw in beslag werd genomen door een meer. Het Lago di Fucino was qua oppervlakte ooit het derde meer van Italië. De vruchtbare grond bracht de stad veel welvaart tot een aardbeving de stad op 13 januari 1915 volledig verwoestte. Het natuurgeweld kostte 10.000 mensen het leven. In mei 1944 raakte de net opgebouwde stad weer zwaar beschadigd door bombardementen. Twee bouwwerken die al dit geweld overleefd hebben zijn het Casa dei Palazzi  en het kasteel Castello Orsini. De gemeente kent ook de toegang tot het Romeinse Tunnelcomplex van keizer Claudius.
Tegenwoordig is Avezzano een moderne stad met een rechtlijnig stratenplan en ruime parken. Het is een belangrijk commercieel, industrieel en agrarisch centrum in het berggebied Marsica. Op korte afstand van de stad ligt een park met radiotelescopen (Telespazio). Vijf kilometer ten noorden van Avezzano liggen de resten van de Romeinse stad Alba Fucens.

## Afbeelding

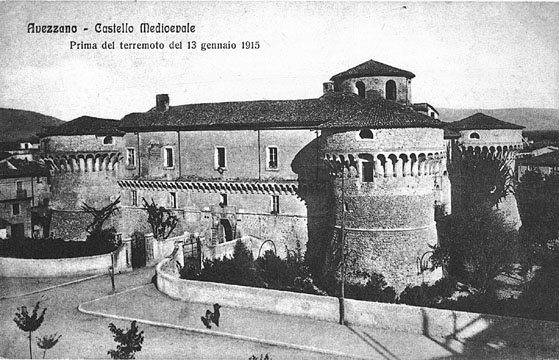
Castello Orsini

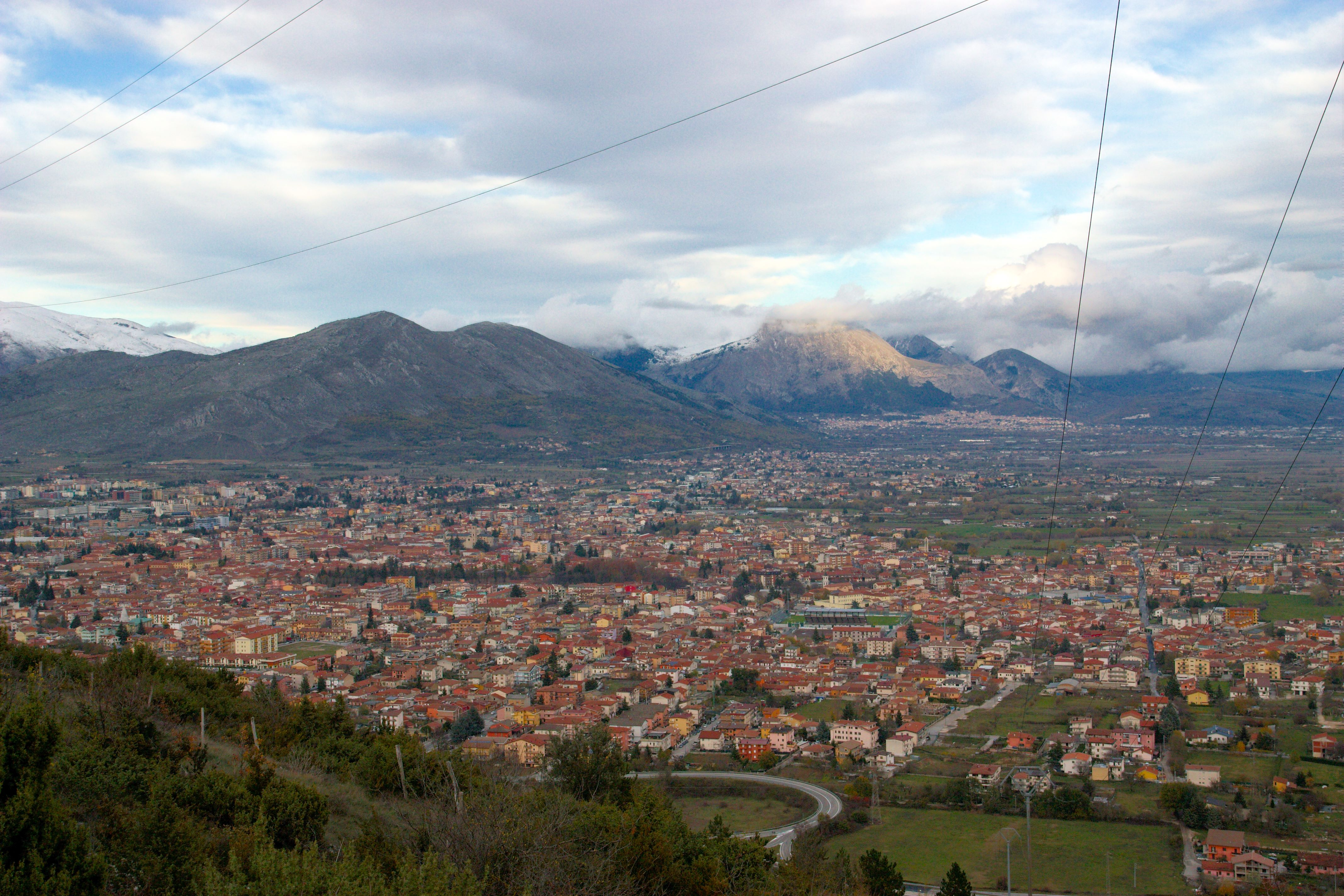
Avezzano, gezien vanaf het westen. Op de achtergrond het dorp Celano.